# Baru Sungai Sakai
Baru Sungai Sakai is een bestuurslaag in het regentschap Merangin van de provincie Jambi, Indonesië. Baru Sungai Sakai telt 336 inwoners (volkstelling 2010).